# Reuben Gabriel
Reuben Shalu Gabriel (Kaduna, 25 de septiembre de 1990) es un futbolista profesional nigeriano que juega en el KuPS Kuopio de la Veikkausliiga de Suecia en la posición de centrocampista.

## Nigeria
Gabriel comenzó jugando en equipos de su país como el Kaduna United F. C., el Enyimba Internacional F. C. y el Kano Pillars.
El 12 de octubre de 2012 fue nombrado como el jugador del año y el jugador del equipo nacional en los premios de la liga (LBA) celebrada en Lagos.

## Escocia
Para el año 2013 ficha como jugador libre con el Kilmarnock Football Club equipo de la Premier League de Escocia un contrato por tres años, El día 29 de noviembre hace su debut con su nuevo equipo en un partido de la copa de Escocia contra el Dundee United Football Club partido en el cual comete un penal en la derrota como local por 2-5.
A comienzos de enero de 2014 Gabriel le exijio a la directiva del club que lo dejen en libertad petición que la directiva del Kilmarnock Football Club terminó aceptando.

## Bélgica
Luego de su salida del Kilmarnock Football Club Gabriel estuvo entrenando en el Tottenham Hotspur Football Club invitado por el mánager de los spurs Tim Sherwood, pero finalmente no ficharía con los spurs y se marcharía a jugar al Beveren de la Primera División de Bélgica.

## Selección nacional
Gabriel hizo su debut con la Selección de Nigeria en marzo de 2010 en la victoria de su equipo 5-2 contra la Selección de la República Democrática del Congo
En junio de 2012 Gabriel convierte su primer gol con su selección ante la Selección de fútbol de Malaui en el empate por 1 a 1 válido por las eliminatorias para la Copa Mundial de Fútbol de 2014.
Fue convocado entre los 23 jugadores que participaron de la Copa Africana de Naciones 2013 para representar a las súper águilas, pero finalmente no disputaría ningún partido en el torneo que su selección terminaría ganando.
El técnico Stephen Keshi lo convocaria para ser parte de la Copa Mundial de Fútbol de 2014 donde solo disputaría un solo partido el que su país se enfrentó contra la Selección de fútbol de Francia entrando a los 59 minutos por Ogenyi Onazi en lo que finalmente sería derrota de su equipo y la eliminación del torneo por 2 a 0.

## Clubes
| Equipo                 | Año           | País       | Partidos | Goles |
| ---------------------- | ------------- | ---------- | -------- | ----- |
| Kaduna United F. C.    | 2006 - 2008   | Nigeria    | ?        | ?     |
| Enyimba Internacional  | 2008 - 2010   | Nigeria    | ?        | 2     |
| Kano Pillars           | 2010 - 2013   | Nigeria    | 1        | 0     |
| Kilmarnock F. C.       | 2013          | Escocia    | 3        | 0     |
| Beveren                | 2013 - 2014   | Bélgica    | 5        | 0     |
| Boavista Futebol Clube | 2015-2016     | Portugal   | 21       | 0     |
| FK AS Trenčín          | 2016-2017     | Eslovaquia | 11       | 1     |
| KuPS Kuopio            | 2017-presente | Finlandia  | 31       | 7     |